# Svidník
Svidník är en stad i regionen Prešov i Slovakien. Den hade 11 337 invånare år 2014.

## Vänorter
Svidník har följande vänorter:
- Chrudim, Tjeckien
- Jarosław, Polen
- Kriva Palanka, Nordmakedonien
- Powiat Sanocki, Polen
- Rachiv, Ukraina
- Strzyżów, Polen
- Świdnik, Polen
- Vrbas, Serbien